# Sala Bolognese
Sala Bolognese (en dialecte bolonyès: Sèla Bulgnàisa) és un comune (municipi) de la Ciutat metropolitana de Bolonya (antiga província de Bolonya), a la regió italiana d'Emilia-Romagna, situat uns 15 km al nord-oest de Bolonya.
L'1 de gener de 2018 tenia 8.372 habitants.
El municipi conté les frazioni de Padulle (seu de l'ajuntament), Sala, Osteria Nuova, Bonconvento i Bagno di Piano.

## Llocs d'interès
- Pieve (església) romànica de Santa Maria Annunziata e San Biagio, a Sala, construïda l'any 1096.